# Лига социал-демократов Воеводины

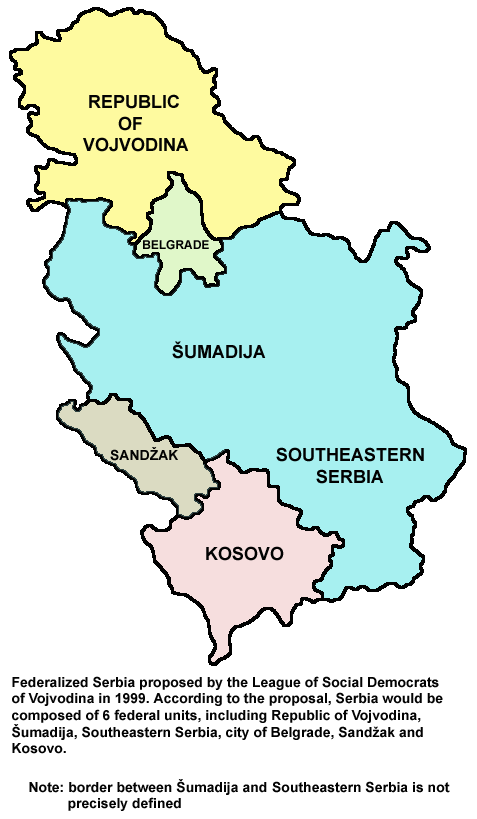
Проект федерализации Сербии, предложенный партией

Лига социал-демократов Воеводины (серб. Лига социјалдемократа Војводине) — политическая партия в Сербии, действующая в автономном крае Воеводина. Партия выступает под социал-демократическими лозунгами, а также предлагает проект федерализации Сербии. Партия основана в Нови-Саде 14 июля 1990 года. Председателем партии с момента основания является Ненад Чанак.
Партия входила в правящую коалицию Мирко Цветковича, но не была представлена в правительстве министрами.

## Результаты на выборах
| Год                           | Мест                          | Δ                             |                               |
| Парламентские выборы в Сербии | Парламентские выборы в Сербии | Парламентские выборы в Сербии | Парламентские выборы в Сербии |
| ----------------------------- | ----------------------------- | ----------------------------- | ----------------------------- |
| 1992                          | 0                             | ▬ 0                           |                               |
| 1993                          | 0                             | ▬ 0                           |                               |
| 1997                          | 3                             | ▲ 3                           |                               |
| 2000                          | 6                             | ▲ 2                           |                               |
| 2003                          | 0                             | ▼ 6                           |                               |
| 2007                          | 4                             | ▲ 4                           |                               |
| 2008                          | 5                             | ▲ 1                           |                               |
| 2012                          | 3                             | ▼ 2                           |                               |
| 2014                          | 6                             | ▲ 3                           |                               |
| 2016                          | 4                             | ▼ 2                           |                               |
| 2020                          | 0                             | ▼ 4                           |                               |
| Местные выборы в Воеводине    |                               |                               |                               |
| 2004                          | 7                             |                               |                               |
| 2008                          | 6                             | ▼ 1                           |                               |
| 2012                          | 10                            | ▲ 4                           |                               |
| 2016                          | 9                             | ▼ 1                           |                               |
| 2020                          | 6                             | ▼ 3                           |                               |